# Peidl Gyula
Peidl Gyula, (Ravazd, Győr vármegye, 1873. április 4. – Budapest, 1943. január 22.) politikus, miniszterelnök.

## Pályája
Eredeti foglalkozása szerint betűszedő, lapszerkesztő. A Franklin Társulat nyomdájában lett betűszedő segéd. Felszabadulása után bejárta Ausztriát, Svájcot, Németországot. Hazatérte után hamarosan a nyomdászok egyik vezetője, 1904-ben az Általános Fogyasztási Szövetkezet (ÁFOSZ) egyik alapítója, majd 1908-ban titkára lett. 1900-tól 1918-ig a Typographia, emellett 1909-től a Szövetkezeti Értesítő című heti szaklap szerkesztője.

## Politikusi szerepe
Az Országos Munkásbiztosító Pénztár igazgatósági és elnökségi tagja. 1909-től az SZDP vezetőségének tagja, 1919. január 19-étől március 21-éig a Berinkey-kormány munkaügyi és népjóléti minisztere. Ellenezte a két munkáspárt egyesülését és a proletárdiktatúra kikiáltását. A Magyarországi Tanácsköztársaság létrejötte után lemondott vezető tisztségeiről.
1919. augusztus 1-jétől 6-ig az ún. szakszervezeti kormány elnöke. A Budapestre bevonuló román csapatok egy általuk írt és az antanttal nem egyeztetett békediktátumot nyújtottak át kormányának. Peidl elutasította ennek elfogadását. A tényleges hatalommal nem rendelkező kormányt megdöntve, augusztus 6-án a jobboldali Fehérház Bajtársi Egyesület elnöke, Friedrich István vette át a hatalmat néhány hívére és a román hadsereg katonáira támaszkodva. A Peidl-kormányt egy kormányülésről szó szoros értelmében elzavarták.
Miután átadta a hatalmat a puccsista Friedrichéknek, részt vett az SZDP újjászervezésében. 1919 végétől 1921 novemberéig Bécsben és Radegundban élt. Hazatérte után a Nyomdász Szakszervezet és az ÁFOSZ elnöke, a pártvezetőség tagja, 1922-től 1931-ig nemzetgyűlési, illetve országgyűlési képviselő volt.
- A Peidl-kormány tagjai
- Peidl Gyula sírja Budapesten. Kerepesi temető: 34-2-82.